# Goodenia hederacea
Goodenia hederacea är en tvåhjärtbladig växtart. Goodenia hederacea ingår i släktet Goodenia och familjen Goodeniaceae.

## Underarter
Arten delas in i följande underarter:
- G. h. alpestris
- G. h. hederacea

## Bildgalleri

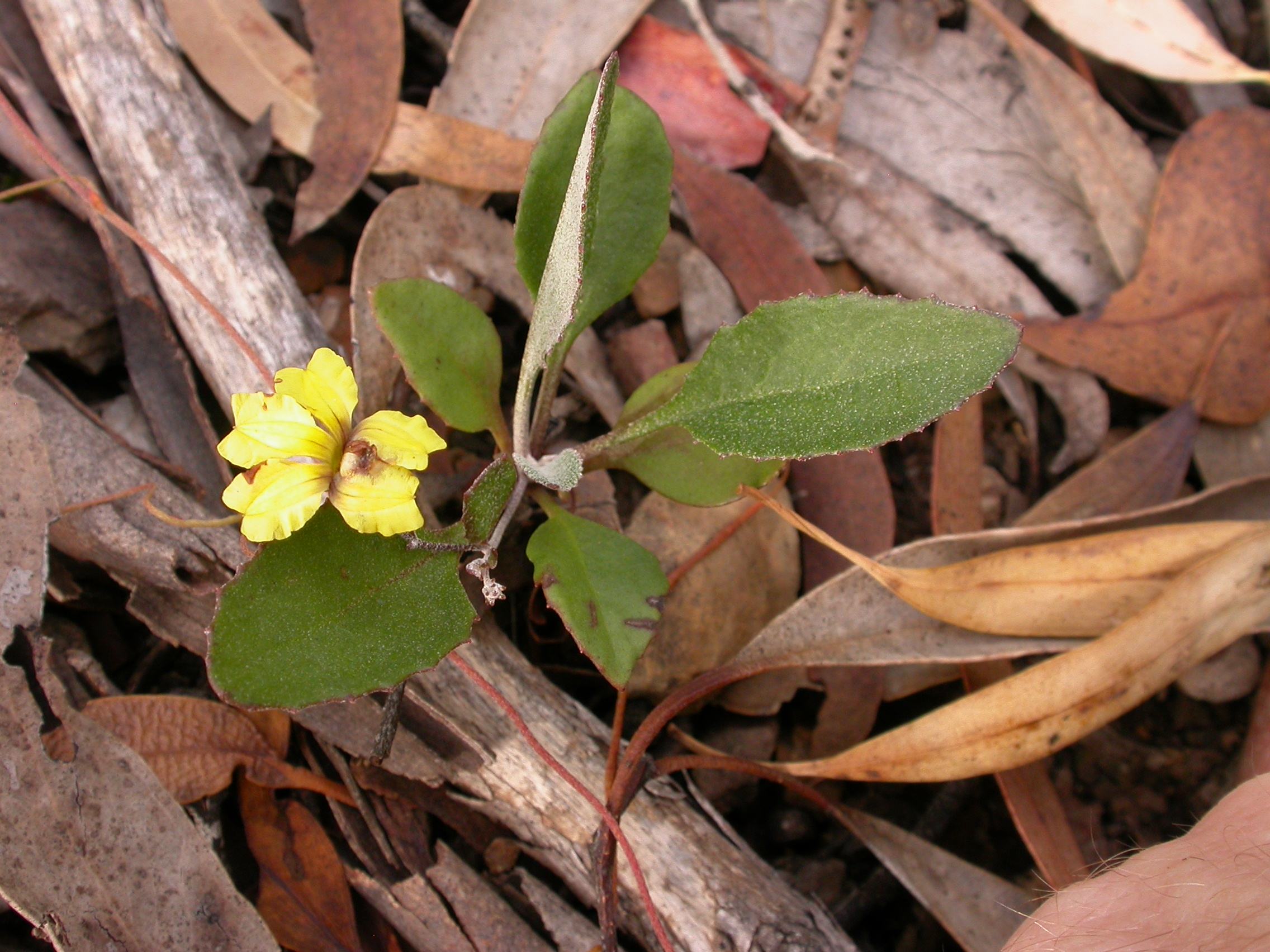
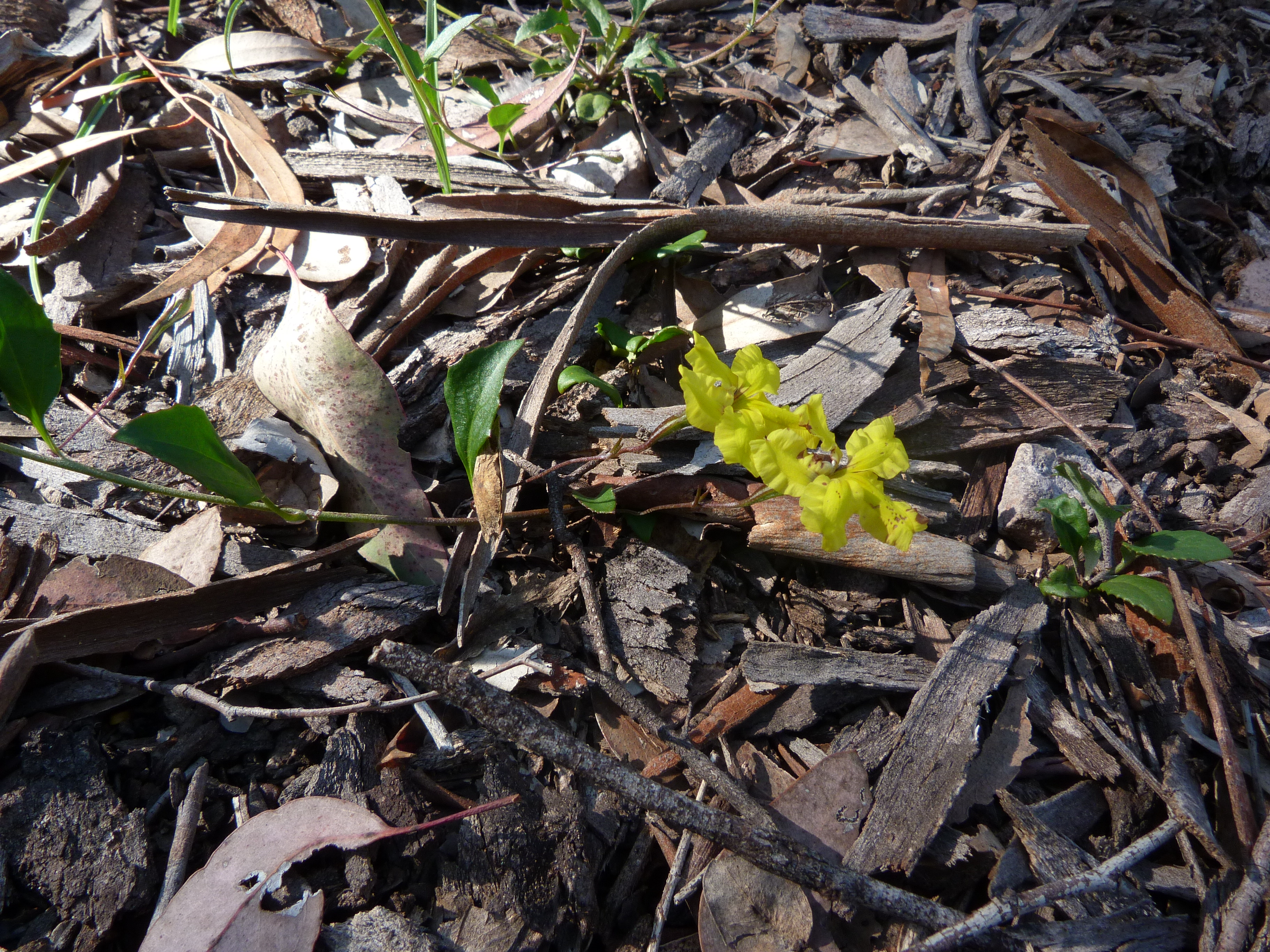
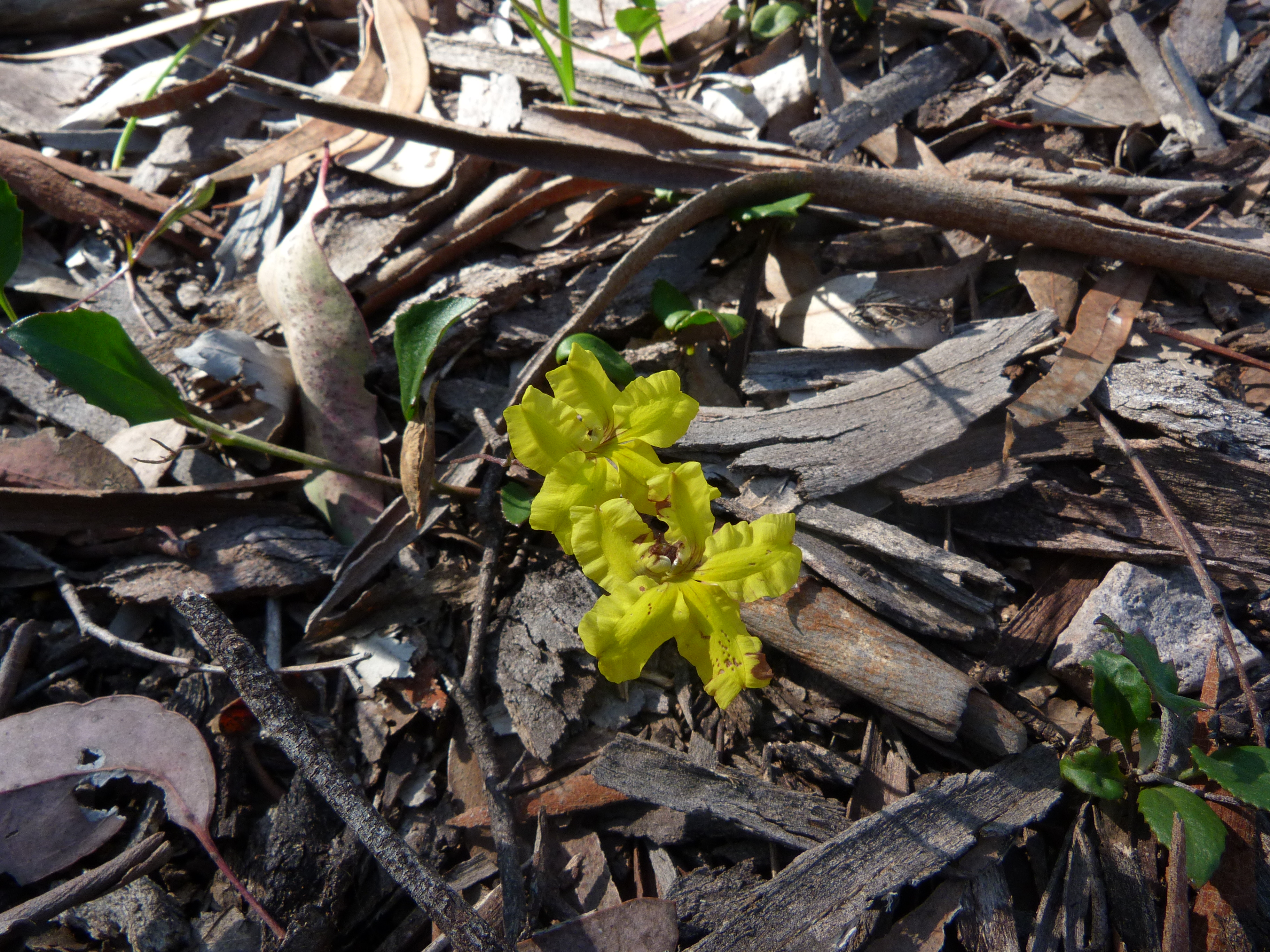
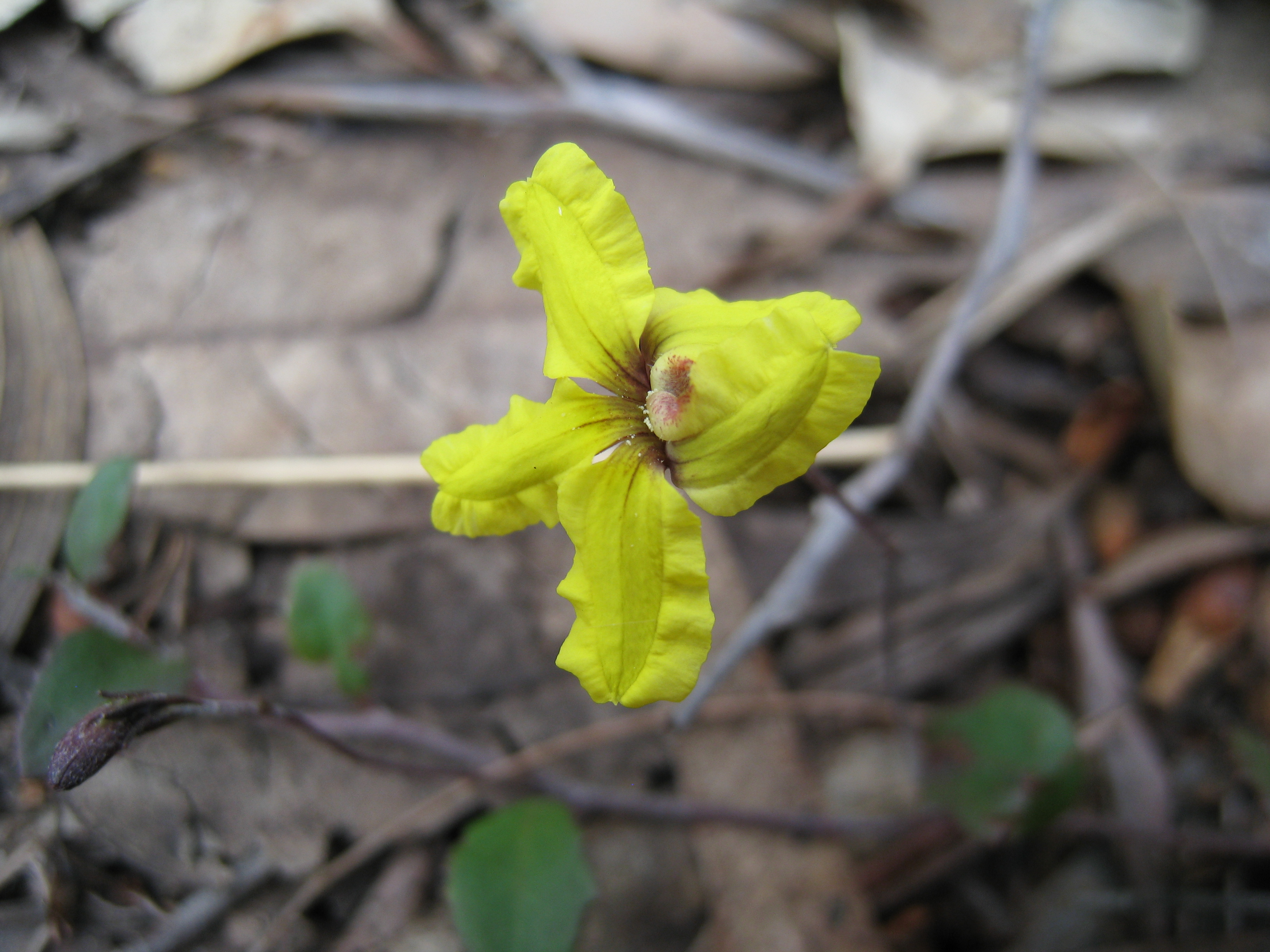
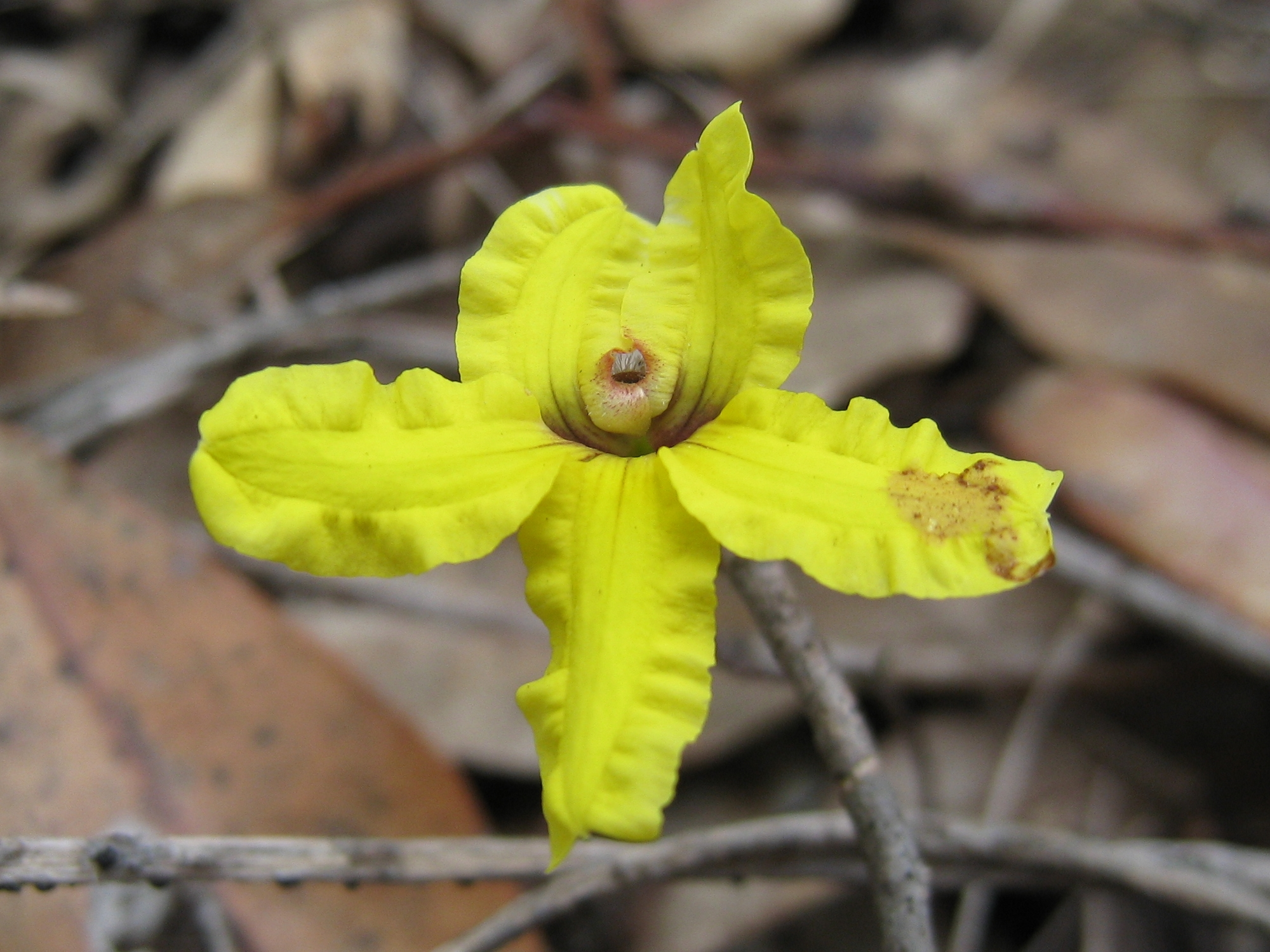